# 리진융
리진융(중국어 정체자: 李進勇, 병음: Lî Jìnyông, 1951년 8월 1일 ~ )은 중화민국의 정치인이다.

## 학력
- 국립 중싱 대학 법률 및 경영 학원 법률 학사
- 국립 타이완 대학 법률 석사

## 같이 보기
- 민주진보당